# Хлеба и зрелищ

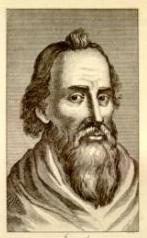
Ювенал

«Хле́ба и зре́лищ!» (лат. panem et circenses) — выражение из 10-й сатиры древнеримского поэта-сатирика Ювенала, использованное им для описания современных ему устремлений римского народа.

## Основа
Ювенал противопоставлял современные для его времени нравы общества, нравам прошедших лет:

Этот народ уж давно … все заботы забыл, и Рим, что когда-то

Всё раздавал: легионы, и власть, и ликторов связки,

Сдержан теперь и о двух лишь вещах беспокойно мечтает:

Хлеба и зрелищ!…
Оригинальный текст (лат.)
iam pridem, ex quo suffragia nulli

uendimus, effudit curas; nam qui dabat olim

imperium, fasces, legiones, omnia, nunc se

continet atque duas tantum res anxius optat,

panem et circenses. ... 
— 
Ювенал здесь ссылается на римскую практику раздачи бесплатного зерна (Cura Annonae) римским гражданам, а также дорогостоящие цирковые игры и другие виды развлечений в качестве средства для завоевания политической власти. Cura Annonae («забота о снабжении зерном») была начата Гаем Семпронием Гракхом в 123 г. до н. э.; практика оставалась объектом политического спора, пока не была взята под контроль римскими императорами. В 22 году н. э. император Тиберий сказал, что, если отказаться от Cura Annonae, это приведёт к «полной гибели государства».
Выражение «Хлеба и зрелищ» использовалось для описания политики государственных деятелей, которые, подкупая плебс раздачами денег и продуктов, а также цирковыми представлениями, захватывали и удерживали власть в древнем Риме. В политическом контексте эта фраза означает получение общественного одобрения не за счёт превосходства в государственной службе или государственной политике, а за счёт отвлечения внимания и удовлетворения самых насущных потребностей населения.
Ювенал использует эту фразу для осуждения эгоизма простых людей, игнорирования ими более широких интересов и отсутствия гражданского долга в числе приоритетов.
Выражение также используется для негативного описания подкупа избирателей и популизма в современной политике.

## В культуре
- «Хлеба и зрелищ» — заглавие романа А. К. Шеллера-Михайлова (1876 г.).
- Brot und Spiele (нем. хлеб и игры) — название крупнейшего исторического фестиваля в Германии, который до 2012 года включительно проходил каждый год в Трире.